# 文章 (歌手)
文章（1960年5月20日—），本名黃文章，印尼華僑，籍貫廣東潮州，台灣男歌手和演員。1980年代於台灣出道，活躍於兩岸、星馬等華人地區。1987年獲得臺灣「金鐘獎」男歌星演員獎。

## 生平

### 進入歌壇之前
文章8歲離開印尼到馬來西亞讀小學，高二轉往美國求學，並於加拿大攻讀大學。大學畢業後曾到日本工作兩年。

### 機遇
1983年回新加坡探望父母，結識於EMI任職的印度人，並推薦至台灣EMI（科藝百代），從此活躍歌壇。1990年代以後，歌唱事業重心逐漸移往中國大陸。期间，曾出演大陆女歌手张咪主演的电视剧《孤星》:109。2016年加盟馬來西亞老友劉星演公司飛長唱片，重返兒時住處馬來西亞復新發行專輯《望天》、《原諒我的心》、《如果你知道》。

### 早期演唱生涯
- 1984年 - 中視播出千百惠擔綱的電視專輯節目《雪之旅》，該節目亦有文章、楓等人的歌唱表演。
- 1984年10月 - 文章在臺灣發行第一張專輯“三百六十五里路”。
- 1985年7月 - 文章在臺灣獲得「金嗓獎」最佳新人獎。
- 1985年10月 - 文章發表第二張專輯“古月照今塵”。
- 1985年12月 - 文章獲得臺灣「金鼎獎」最佳演唱歌手獎。
- 1986年9月 - 文章發表第三張專輯“隔世癡戀”。
- 1987年1月 - 文章發表第四張專輯“清晨”。
- 1987年3月 - 文章榮獲臺灣「金鐘獎」男歌星演員獎。
- 1987年10月22日 - 中視播出文章電視專輯節目《文章專輯》。
- 1989年7月 - 文章發表第五張專輯“望天”。
- 1989年11月 - 文章發表第六張專輯“原諒我的心”。
- 1990年1月 - 文章第一次到中國大陸舉辦演唱會，同時在中國大陸發表第一張專輯“望天”，創造150萬張以上的驚人銷售量。
- 1990年，文章因到北京參加了中國中央電視台春節聯歡晚會，受到中華民國行政院新聞局半年禁演的處罰。
- 1990年 - 文章在1990年亞洲運動會主唱主題歌“亞洲雄風”，接著巡迴中國大陸19次演唱會，因此這專輯賣了100萬張記錄。
- 1990年3月 - 文章成為第一個在上海、南京萬人體育館舉辦個人演唱會的臺灣歌手。
- 1990年6月 - 文章發表第一張英文專輯“東方情”。
- 1990年12月 - 文章發表第八張專輯“情商情傷”。
- 1990年-1991年 - 文章在新加坡、馬來西亞巡迴演出。
- 1991年 - 文章在大陸發表專輯“原諒我的心”，100萬張以上的佳績。
- 1991年6月 - 文章發表第九張專輯“喜新戀舊”。
- 1991年-1993年 - 文章到中國大陸巡迴演出。
- 1992年 - 文章到拉斯維加斯舉辦關懷演唱會。到歐洲巡迴15個城市。
- 1992年9月 - 文章加盟福茂唱片。
- 1992年10月 - 文章發表第十張專輯“向你飛翔：文章的感情用事”。
- 1994年 - 文章發表第十一張專輯“強顏歡笑”。
- 1994年5月 - 文章發表第十二張專輯“不讓你看見我哭泣”。
- 1994年，因無台灣身份，被取消一切在台灣的演藝活動。[1]

### 後期演唱生涯
- 1995年7月 - 文章第一次回故鄉印尼舉辦個人演唱會。
- 1997年8月 - 文章終於獲得中華民國的身份證，終於獲得在中華民國正式公開演出的資格。
- 1998年4月 - 文章與音商行合作展開新里程碑，發行專輯“音樂文章”。
- 1999年2月 - 文章與王菲到拉斯維加斯美高梅大花園體育館舉辦聯合新春演唱會。
- 1999年12月 - 文章發行專輯“未完待續”。
- 2000年1月12日 - 中視播出文章電視專輯節目《文章真情告白》。
- 2004年3月 - 文章在中國大陸發行專輯“音樂文章Ⅱ”。
- 2004年7月 - 文章發行專輯“被遺忘的時光”。
- 2006年11月 - 文章發行專輯“如果，你知道”。
- 2016年4月 - 文章簽約馬來西亞飛長唱片復新發行專輯《望天》、《原諒我的心》、《如果你知道》。

## 專輯
| 發表地 | 語言               | 發行時間       | 專輯名稱           | 曲目 | 備註 |
| 臺灣   | 華語               | 1984年10月     | 三百六十五里路     | 歌名 1.三百六十五里路（作詞：小軒 作曲：譚健常） 2.憂鬱的希望 3.泛黃的書籤 4.愛可 5.冬韻 6.故鄉的雲 7.交換 8.晚風輕輕 9.迷濛 10.匆 |      |
| 臺灣   | 華語               | 1985年10月     | 古月照今塵         | 歌名 1.古月照今塵 2.小雨滴 3.燈塔 4.交錯 5.問情 6.鴻影 7.紙船 8.分手前後 9.破曉時刻 10.揮別的時候 |      |
| 臺灣   | 華語               | 1986年9月15日  | 隔世癡戀           | 歌名 1.楔子．遊唱歌手 2.起．離 3.主幕．隔世痴戀 4.轉．同心天涯 5.終結．面對自己 6.楔子．失落的歲月 7.起．獻給遠方的你 8.承．寄 9.主幕．暮春 10.終結．歌詠在人間 |      |
| 臺灣   | 華語               | 1987年10月8日  | 清晨               | 歌名 1.你 2.夢土上 3.千千萬萬個愛妳 4.當這支舞以後 5.終點站 6.序曲(演奏曲) 7.似曾相識 8.影子背後 9.愛的自白 10.命運武士 11.心焰 12.兩岸燈火 |      |
| 臺灣   | 華語               | 1989年7月27日  | 望天               | 歌名 1.望天 2.剎那間 3.單身主張 4.一生只有這一回 5.蘆花 6.當我需要朋友 7.蝶戀 8.自己的天空 9..懷念你 10.無心的別離 |      |
| 臺灣   | 華語               | 1989年         | 原諒我的心         | 歌名 1.一切由不得我 2.原諒我的心 3.天使心 4.我的心不曾改變 5.笑我怪我 6.日積月累的等待 7.我是風 8.無非是為了愛你 9.雨夜的街頭 10.一個人的時候 |      |
| 臺灣   | 英語               | 1990年6月      | 東方情             | 歌名 1.Who's Lonely Now 2.Tokyo Joe 3.Distant Shore 4.4:55 5.Let Us Cling Together 6.The Spirits of Asia 7.Sayonara 8.The China Sea 9.Child 10.Within you'll Remind |      |
| 臺灣   | 華語               | 1990年12月     | 情商．情傷         | 歌名 1.情傷 2.我說愛人（情傷） 3.愛我或是讓我孤獨 4.心的長城 5.這一季的思念向我吹來 6.錦繡的裸體國王 7.思念天天 8.為你我都願意 9.看我聽我 10.夢醒愁未醒 |      |
| 臺灣   | 華語、日語         | 1991年6月      | 喜新戀舊           | 歌名 1.序曲 2.如果你是我 3.另一種鄉愁 4.黑夜白天 5.梭羅河畔 6.誰是你最愛 7.選擇誰是一場夢 8.初戀女 9.趁著有愛 10.情奔 11.遠くて汽笛を聞きながら |      |
| 臺灣   | 華語               | 1992年10月30日 | 向你飛翔           | 歌名 1.向你飛翔 2.再醉一次 3.不要讓我等待愛 4.歲月行 5.有我的秋天 6.是不是你還太小（鋼琴音樂） 7.是不是你還太小 8.不熄滅的愛 9.最壞的好朋友（LIVE） 10.躲開世界的小孩 11.重別離 12.出發 |      |
| 臺灣   | 華語               | 1993年4月      | 強顏歡笑           | 歌名 1.強顏歡笑 2.愛比不愛更寂寞 3.一言難盡 4.一次愛一次傷 5.現在你會在哪裡 6.風雨給我，溫暖給你 7.一廂情願 8.SAY YES 9.痛也要繼續 10.風舞 |      |
| 臺灣   | 華語、日語         | 1994年5月10日  | 不讓你看見我哭泣   | 歌名 1.不讓你看見我哭泣 2.飄雪 3.涙をふいて 4.曾經為愛 5.掌聲 6.回首 7.不讓心碎只好喝醉 8.不是我不能夠 9.長路 10.サチコ |      |
| 臺灣   | 華語               | 1999年12月     | 未完待續           | 歌名 1.塵埃 2.我只能答應 3.紅豆 4.路長情更長 5.愛永遠少一秒 6.愛完結 7.往日情 8.領悟 9.他不愛我 10.回家 |      |
| 臺灣   | 華語、英語、印尼語 | 2000年7月      | 出道日[Live全記錄] | 歌名 1.OPENING 2.塵埃 3.愛永遠少一秒&愛完結 4.他不愛我&紅豆&路長情更長 5.不讓你看見你哭泣&原諒我的心 6.望天&情商 7.別在我灰心時說愛我 8.老歌組曲 9.偶然 10.酒後的心聲 11.戀人 12.GUDAHKU(印尼語) 13.李香蘭 14.BROTHER CAN YOU SPARE A DIME 15.MEMORY&UNCHAINED MELODY 16.故鄉的雲&千千萬萬個愛你 17.365里路&古月照今塵 18.原來你什麼都不想要&夢醒時分 19.我只能答應 20.掌聲響起&I WILL ALWAYS LOVE YOU 21.領悟&往日崝&回家 22.別在我心灰時說愛我(錄音室版) |      |
| 臺灣   | 華語               | 2006年11月     | 如果你知道         | 歌名 1.可不可以不勇敢 2.求佛 3.如果雲知道 4.大敦煌 5.我是什麼時候為了你活著(原創) 6.我愛上這部電影(原創) 7.如果沒有你 8.千年淚 9.寂寞在唱歌 10.愛如空氣 11.美麗心情 12.My Love My Fate(創作版) |      |
| 臺灣   | 華語               | 2023年12月     | 致青春(網路)       | 歌名 1.好好地活著 2.刻在青春你的名 3.離不開的離開 4.沒完沒了 5.遠方 6.老花眼鏡 7.還好，你還在 |      |
| 臺灣   | 華語、日語         | 2024年6月      | 致青春(實體)       | 歌名 1.好好地活著 2.刻在青春你的名 3.沒完沒了 4.遠方 5.老花眼鏡 6.還好，你還在 7.離不開的離開 8.歸來 9.遥か彼方まで[直到遙遠的彼方] 10.詩和遠方 |      |